# Ariwara no Yukihira

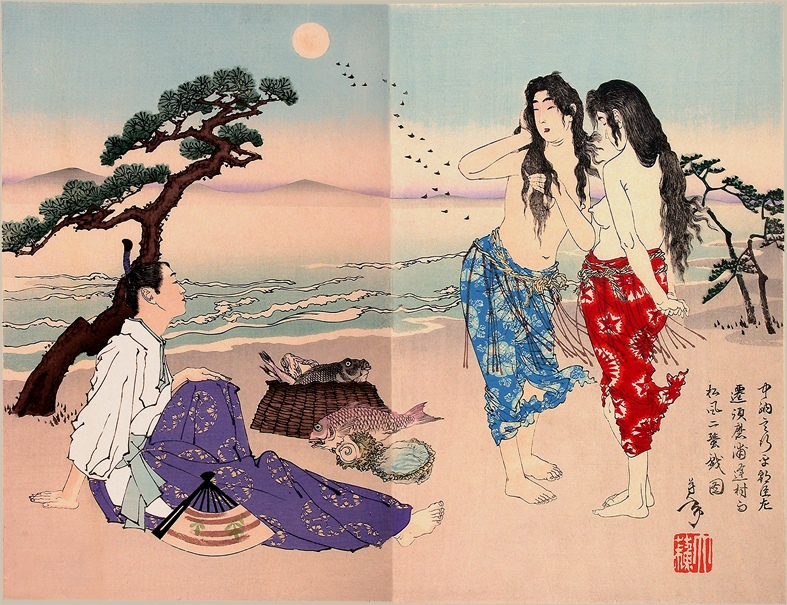
Ariwara no Yukihira (a sinistra) in esilio sull'isola di Suma, xilografia di Yoshitoshi (1887)

Ariwara no Yukihira (在原行平; 818 – 6 settembre 893) è stato un poeta e nobile giapponese del primo periodo Heian (794-1185).

## Biografia
Era il secondo figlio del principe Abe, nipote dell'imperatore Heizei e fratello di Ariwara no Narihira. Il nome di sua madre è sconosciuto ma si crede fosse la principessa imperiale Izu, ottava figlia dell'imperatore Kanmu. Entrambi i fratelli ricevettero il shinseki kōka (declassamento da nobiltà a suddito) come fondatori del clan Ariwara.
Nell'840 fu nominato alla carica di kuroudo (custode degli archivi imperiali) ma vi rinunciò poco dopo, fu anche ciambellano dell'imperatore Ninmyō. Nell'855, l'imperatore Montoku lo nominò governatore della provincia di Inaba, carica che mantenne fino all'857. Nell'870 fu promosso a sangi (consigliere) e nell'882 l'imperatore Yōzei lo nominò chūnagon. Ricoprì anche altri vari incarichi come governatore delle province di Harima, Bizen, Shinano e Bitchū, ministro dell'agricoltura (民部卿, minbukyō) e ispettore (azechi) delle province di Mutsu e Dewa.
Yukihira era anche un poeta, molte delle sue opere furono pubblicate insieme a quelle di suo fratello Narihira. Ha anche fondato una scuola, chiamata Shogaku-in, con lo scopo di educare i membri della famiglia Ariwara. Undici suoi waka furono scelti per il Kokinwakashū, partecipò a uno dei primi uta-awase (concorsi waka) a metà degli anni 880.
La sua poesia più famosa, è inserita come numero 16 nell'Ogura Hyakunin Isshu:
いなばの山の峰に生ふるまつとし聞かば今帰り来む
Tachiwakare inaba no yama no mine ni ouru matsu to shi kikaba ima kaerikon»
(Ogura Hyakunin Isshu n.16)